# La figlia delle nevi
La figlia delle nevi è il romanzo di esordio di Jack London, scritto nel 1902 e pubblicato per la prima volta nell'ottobre dello stesso anno.

## Trama
Sullo sfondo della corsa all'oro del Klondike, narra le vicende di Frona Welse, una donna dal carattere forte e coraggioso, contesa dagli uomini e che desta scalpore nell'ambiente per i suoi modi non convenzionali e l'amicizia con una prostituta.

## Edizioni italiane
- trad. Giovanni Marcellini, Milano: Modernissima, 1925
- trad. Mario Benzi, Milano: Barion, 1929
- trad. Adele Levi, Milano: Bietti, 1931
- trad. Tullio Tulli, Milano: Sonzogno, 1932
- trad. Lilli Monfregola, Pavona: Iacobelli, 2009
- trad. Alessandro Bandiera e Elisa Frilli, Firenze: Barbés, 2011; Firenze: Clichy, 2018